# Rhomphaea ornatissima
Rhomphaea ornatissima là một loài nhện trong họ Theridiidae.
Loài này thuộc chi Rhomphaea. Rhomphaea ornatissima được miêu tả năm 1935 bởi Dyal.